# Côme Ledogar
Côme Ledogar (ur. 23 maja 1991 roku) – francuski kierowca wyścigowy.

## Życiorys
Ledogar rozpoczął karierę w wyścigach samochodowych w 2007 roku od startów w Belgijskiej Formule Renault 1.6, gdzie jednak nie zdobywał punktów. W późniejszych latach pojawiał się także w stawce Akademii Formuły Euro Series, Porsche Supercup, Les 24 Hores de Barcelona, Europejskiej Formuły BMW, 500 km de Alcañiz, Północnoeuropejskiego Pucharu Formuły Renault 2.0, Europejskiego Pucharu Formuły Renault 2.0, Francuskiego i Włoskiego Pucharu Porsche Carrera oraz Blancpain Endurance Series.

## Wyniki

### Podsumowanie
| Sezon | Seria                                          | Zespół                        | Wyścigi | Zwycięstwa | PP | NO | Podium | Punkty | Pozycja |
| ----- | ---------------------------------------------- | ----------------------------- | ------- | ---------- | -- | -- | ------ | ------ | ------- |
| 2007  | Belgijska Formuła Renault 2.6                  | Thierry Boutsen Energy Racing | 2       | 0          | 0  | 0  | 0      | 0      | NS      |
| 2008  | Akademia Formuły Euro Series                   |                               | 14      | 4          | 3  | 5  | 6      | 120,5  | 2       |
| 2009  | Europejska Formuła BMW                         | DAMS                          | 16      | 0          | 0  | 0  | 0      | 49     | 17      |
| 2009  | Les 24 Hores de Barcelona – Trofeu Fermí Vélez | GT Auto Passion 1             | 1       | 0          | 0  | 0  | 0      | N/A    | NS      |
| 2010  | Europejska Formuła BMW                         | Eifelland Racing              | 16      | 0          | 2  | 0  | 3      | 187    | 6       |
| 2010  | Północnoeuropejski Puchar Formuły Renault 2.0  | Josef Kaufmann Racing         | 5       | 0          | 0  | 0  | 1      | 59     | 16      |
| 2010  | 500 km de Alcañiz – D4                         | Milan Competicion             | 1       | 0          | 0  | 0  | 0      | N/A    | 12      |
| 2011  | Północnoeuropejski Puchar Formuły Renault 2.0  | R-Ace Grand Prix              | 9       | 0          | 0  | 0  | 1      | 91     | 18      |
| 2011  | Europejski Puchar Formuły Renault 2.0          | R-Ace Grand Prix              | 14      | 0          | 0  | 1  | 0      | 9      | 19      |
| 2012  | Francuski Puchar Porsche Carrera               | Pro GT by Almeras             | 14      | 4          | 2  | 5  | 9      | 231    | 2       |
| 2013  | Francuski Puchar Porsche Carrera               | Sebastien Loeb Racing         | 11      | 2          | 2  | 1  | 2      | 118    | 5       |
| 2013  | Blancpain Endurance Series – GT3 Pro-Am Cup    | Hexis Racing                  | 1       | 0          | 0  | 0  | 0      | 0      | NS      |
| 2014  | Porsche Supercup                               | PRO GT by Alméras             | 1       | 0          | 0  | 0  | 0      | 0      | NS†     |
| 2014  | Francuski Puchar Porsche Carrera               | Team Martinet – Alméras       | 12      | 6          | 6  | 2  | 8      | 188    | 1       |
| 2014  | Niemiecki Puchar Porsche Carrera               | Land Motorsport               | 6       | 0          | 0  | 0  | 0      | 11     | 25      |
| 2014  | Niemiecki Puchar Porsche Carrera – klasa B     | Land Motorsport               | 2       | 0          | 2  | 1  | 1      | 0      | NS†     |
| 2015  | Porsche Supercup                               | Martinet by Alméras           | 10      | 0          | 0  | 0  | 1      | 81     | 8       |
| 2015  | Włoski Puchar Porsche Carrera                  | Tsunami RT                    | 12      | 4          | 3  | 4  | 11     | 182    | 2       |
| 2015  | Challenge Endurance GT/Tourisme V de V         | Porsche Almeras               | 4       | 0          | 0  | 0  | 0      | 47,5   | 12      |

† – Ledogar nie był zaliczany do klasyfikacji.